# زالیونوی
زالیونوی (انگلیسی: Zalivnoy) یک شهرک در شهرستان استرلیتاماکسکی استان باشقیرستان کشور روسیه است.